# التحرر من الحاجة (لوحة)
التحرر من الحاجة (بالإنجليزية: Freedom from Want)‏المعروف أيضا باسم صورة الشكر أو أنا سأكون في المنزل لعيد الميلاد، هي اللوحة الزيتية الثالث من سلسلة الحريات الأربع رسمها الفنان الأميركي نورمان روكويل. وترتكز هذه السلسلة على الأهداف المعروفة باسم الحريات الأربع التي أعلنها الرئيس ال32 للولايات المتحدة،فرانكلين روزفلت ، في خطابه في 6 يناير 1941. تعتبر روكويل هذه اللوحة وحرية التعبير أنجح من هذه السلسلة. يعتبر روكويل هذه اللوحة وحرية التعبير الأكثر نجاحا في سلسلة الحريات الأربع. تم إنشاء هذه اللوحة في نوفمبر 1942، ونشرت في 6 مارس 1943 في المجلة المريكي إعلا ن مساء السبت.